# 艾列高·沙基
艾列高·沙基（1946年4月1日—），意大利前职业足球教练，曾两次帶隊意甲勁旅米蘭（1987-1991年，1996-1997年），取得了巨大成功。他在1987-88赛季的首秀中赢得了意甲冠军，然后在1989年和1990年连续赢得欧洲杯冠军。从1991年到1996年，他擔任義大利國家隊的主教练，并带隊殺入1994年世界杯决赛，最終在点球大战中惜敗巴西，得到亞軍。
萨基被认为是有史以来最伟大的足球经理之一，他率領的AC米蘭（1987-1991）被广泛认为是有史以来最伟大的俱乐部球队之一，也被一些人认为是有史以来最伟大的球队。
萨基从来就不是一个职业足球运动员，多年来他一直是一个店的推銷員。这导致了他针对那些质疑他的资格的人的名言。"我从来没有意识到，要想成为一名骑师，你必须先当过马。"萨基的另一句名言是："足球是生命中最不重要的东西中最重要的。"

## 生平
任教練之前，沙基只是低組別聯賽球會之業餘球員，正職則是鞋店的推銷員。其後斷續於小型球會執起教鞭，只屬輔助性質。
1985年正式成為教練，首家球會為帕爾馬，當時只屬丙組。其後於1987年轉投AC米蘭，首季就成功贏得意甲聯賽冠軍。當時他一手收購了、等名將，並提拔了如馬甸尼等後衛。1989年、1990年连續兩屆贏得歐洲冠軍球會盃。
1991年開始執教意大利國家隊，曾帶領國家隊打入1994年世界盃決賽，僅於互射十二碼中不敵當屆冠軍巴西。到1996年卸任，隨即重返AC米蘭，但因戰績欠佳而下課，僅執教了一年。
此後沙基把重心放在西甲，如曾於1998年-99年間任馬德里體育會主教練；2004年又任皇家馬德里足球總監一年。